# Tortorella
Pour les articles homonymes, voir Tortorella (homonymie).
Tortorella est une commune de la province de Salerne, dans la région Campanie, en Italie.

## Histoire

### Personnalités liées à la commune
- André Bello (1878-?), photographe, né à Tortorella.

## Administration
| Période                                  | Période  | Identité        | Étiquette | Qualité |
| ---------------------------------------- | -------- | --------------- | --------- | ------- |
| 30 mai 2006                              | En cours | Nicola Tancredi |           |         |
| Les données manquantes sont à compléter. |          |                 |           |         |

### Hameaux
Affonnatora, Caselle, Farneto, Mariolomeo, Monte Salice, San Nicola, San Teodoro.

### Communes limitrophes
Casaletto Spartano, Morigerati, Rivello, Santa Marina, Sapri, Torraca, Vibonati.